# Plocopsylla wolffsohni
Plocopsylla wolffsohni är en loppart som först beskrevs av Rothschild 1909.  Plocopsylla wolffsohni ingår i släktet Plocopsylla och familjen Stephanocircidae. Inga underarter finns listade i Catalogue of Life.